# Robert Johnson (godsägare)
Robert Mentor Johnson, född 17 juli 1745 i Orange County i Virginia i USA, död 15 oktober 1815 i Warsaw, Gallatin County i Kentucky, var en amerikansk godsägare och grundare av Great Crossings i Kentucky. 
Robert Johnson var äldst av nio barn till William Johnson (omkring 1714–omkring 1765) och Elizabeth Cave Johnson (1728–1820) och växte upp i Virginia, där han blev jordbrukare i Orange County. Han gifte sig omkring 1770 med Jemima Suggett Johnson (1753–1814).
Han köpte obesett mark i den del av västra Virginia, som senare, 1791, blev delstaten Kentucky. År 1779 begav han sig tillsammans med sin yngre bror Cave Johnson (1760–1850) och William Tomlinson till Kentucky. På hösten samma år flyttade han med sin fru Jemina och sina då två barn till Kentucky, för att det första året tillfälligt bosätta sig på Floyd's Station vid Beargrass Creek i nuvarande Louisville. Under denna tid ledde han ett mindre förband under generalen George Rogers Clark mot Shawneeindianerna i Ohio under amerikanska frihetskriget. 
Senhösten 1780 flyttade familjen Johnson vidare till Bryan Station vid North Elkhorn Creek, närmare familjens inköpta mark, nära nuvarande Lexington. När han under augusti 1782 och hade uppdraget som chef för fortets milis var borta på politiskt uppdrag som det dåvarande Fayette Countys representant i Virginias huvudstad, belägrade den engelska sidan av 400 man i ett av kriget allra sista skärmytslingar det befästa Bryan Station. Vid belägringen av Bryan Station 15–17 augusti spelade Jemina en framträdande roll i fortets framgångsrika försvar.
Vintern 1783–1784 slog sig familjen ned i sin egen nyuppförda befästa gård "Johnson's Station" vid Great Crossings vid Elkhorn Creek. Han var där medgrundare 1785 av Great Crossings Baptist Church, och runt gården växte ett samhälle upp, nu en förstad till Georgetown. Mellan 1783 och 1812 ägde Robert Johnson en tredjedel av nuvarande Scott Country.
Paret Robert och Jemina Johnson fick sammanlagt elva barn, bland dem den blivande vicepresidenten Richard Mentor Johnson. Efter Jemina Johnsons död gifte han om sig med den unga Jemima Bledsoe (född 1798).